# Schloss Himmelau

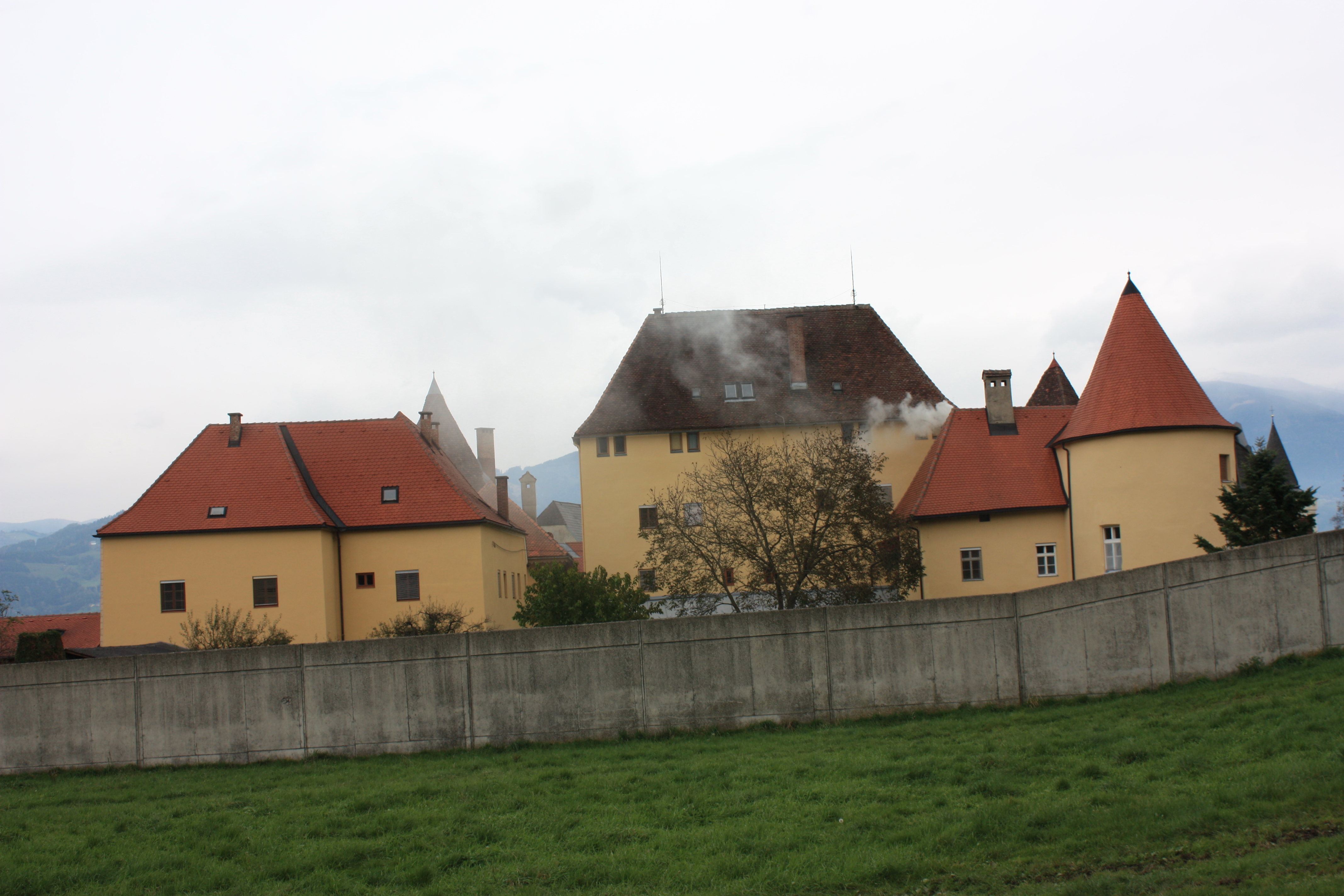
Schloss Himmelau (2009)

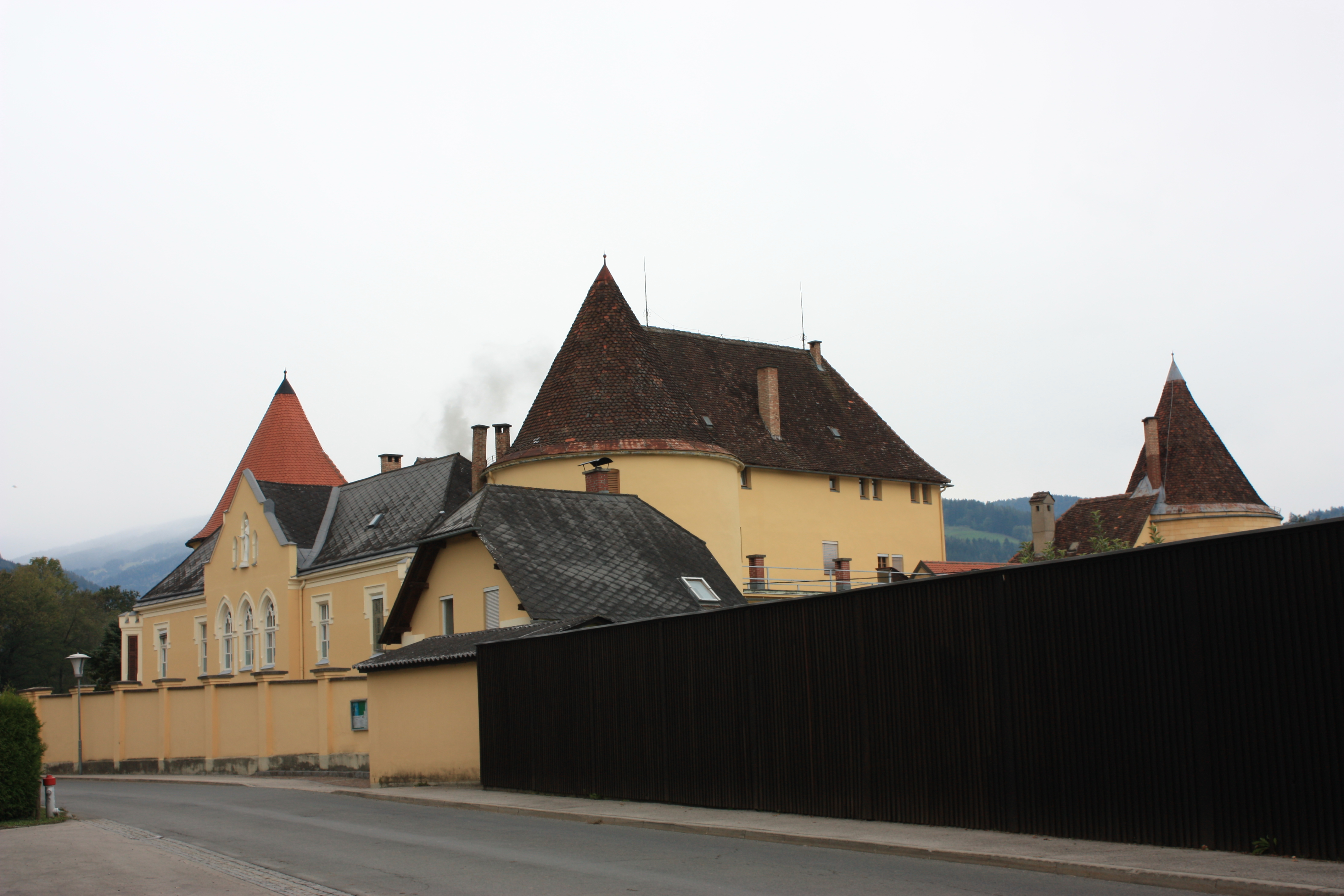

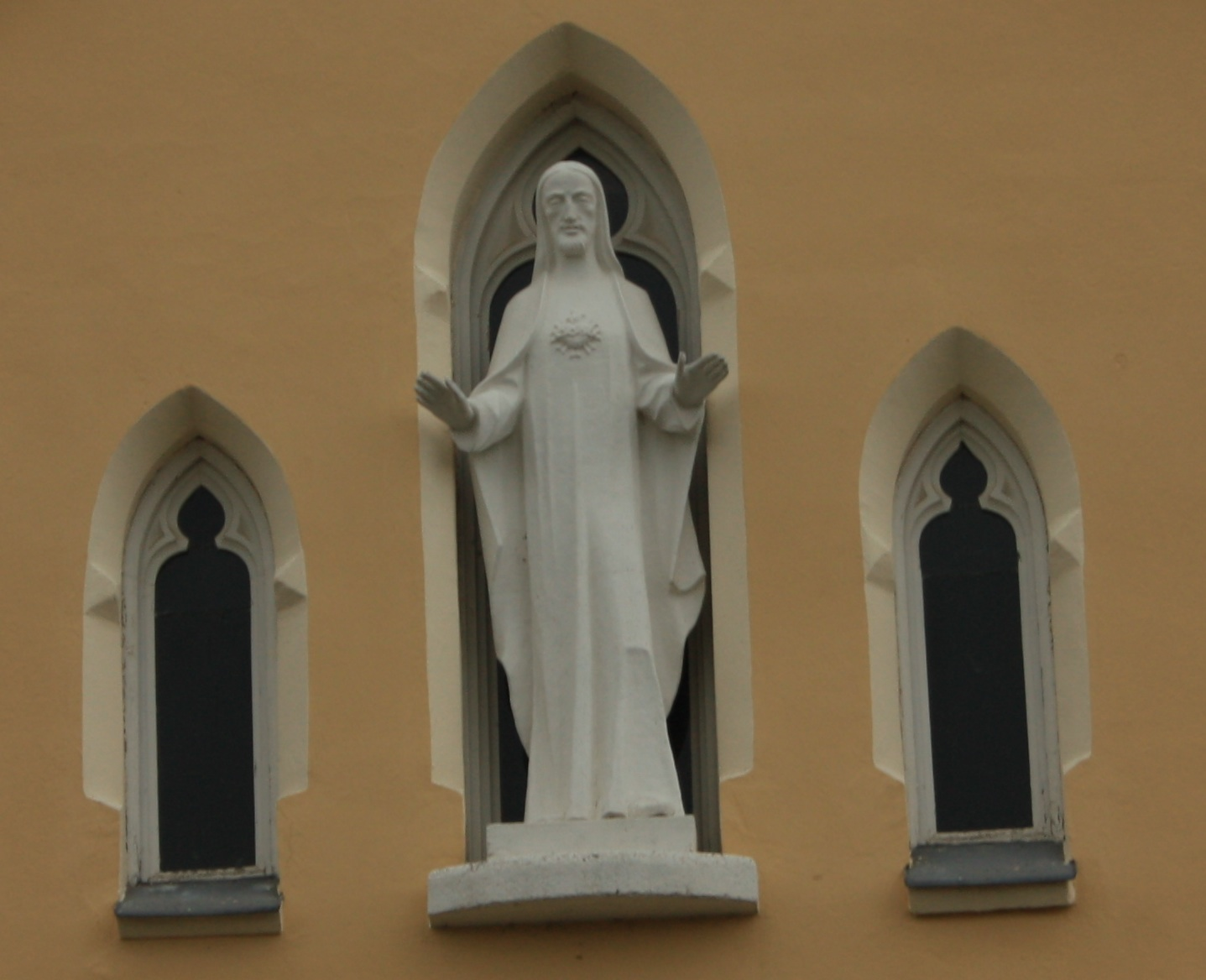

Schloss Himmelau ist ein ehemaliges spätgotisches Wasserschloss westlich der Ortschaft St. Michael im Lavanttal in der Gemeinde Wolfsberg. Seit 1902 ist das Anwesen ein Kloster der Unbeschuhten Karmelitinnen.

## Geschichte
Ein Turm zu St. Michael, der im Besitz der Weissenegger war, wurde urkundlich erstmals 1289 bzw. 1319 erwähnt. Die Anlage kam 1331 unter Bischof Dietrich Wolfhauer zum Bistum Lavant. 1345 wurde der Turm an die Familie der Wure/Bure/Würer belehnt, wodurch das Lehen bis 1404 unter dem Begriff „Würe-Turm“ firmierte. 1491 traten die Himmelberger die Lehensnachfolge an. Der Ausbau zu einem Schloss erfolgte urkundlich vor 1491. Die Jahreszahl 1476 im Hof des Haupttrakts dokumentiert das Datum weitreichender Umbauarbeiten. Himmelau wurde zu dieser Zeit wiederholt von osmanischen Truppen heimgesucht und für die umliegende Bevölkerung als regionale Feste ausgebaut.
Die weitere Ausgestaltung des Schlosses erfolgte im 16. Jahrhundert. 1581 bis 1629/1639 war das Schloss im Besitz der Familie Kronegg, auch Cronegg, und hatte danach verschiedene Besitzer. 1902 erwarb die Diözese Gurk das Anwesen für den Kaufpreis von 29.076 Kronen, um die Gründung eines Klosters für die Unbeschuhten Karmelitinnen zu ermöglichen.
1988 wurde der Schüttboden ausgebaut. Von 2000 bis 2008 erfolgte die jüngste Renovierungsphase.

## Schloss
Das Schloss ist eine vierseitige Anlage um einen Hof, der ehemalige Wassergraben wurde trockengelegt. Aus der Gotik stammen die drei runden Ecktürmen, ein vierter im Nordwesten wurde abgetragen, sowie der hohe Westtrakt. Die Südfassade wurde neugotisch umgestaltet. Der Arkadengang im östlichen Flügel stammt aus dem 16. Jahrhundert. Ein Quaderportal vom Ende des 16. Jahrhunderts und Wappenlöwen wurden nach Schloss Reideben übertragen.

## Schlosskapelle
Die um 1480/1490 erbaute Kapelle im Erdgeschoß des Südostturms ist dem heiligen Johannes Nepomuk geweiht. Der spätgotische Zentralraum besitzt ein sechsteiliges Sternrippengewölbe mit polygonalen Diensten und Blätterkapitelle. Die dem Schloss zugekehrte westliche Schildmauer wurde erst in jüngerer Zeit errichtet und schließt einen ursprünglichen Bogen, der die Kapelle wahrscheinlich mit einem Langhaus verband. Der Zugang zur Kirche erfolgt heute vom Osten.
1953 bis 1958 wurden in den Bogenfeldern spätgotische Wandmalereien freigelegt. Sie zeigen die Vierzehn Nothelfer, jeweils zwei bzw. drei Figuren in einem gerahmten Bildfeld zusammengefasst. Zehn Figuren sind vollständig erhalten, zwei nur mehr fragmentarisch. In einem weiteren Bogenfeld ist Christus am Ölberg und die Stifterfamilie dargestellt, darunter befindet sich die Stiftungsinschrift des Andreas von Himmelberg.
Das barocke Kruzifix über dem Altar stammt aus der Kirche St. Martin in Villach.

## Karmel Himmelau
Das Karmelitinnenkloster Himmelau ist die einzige direkte Ordensgründung aus Frankreich auf österreichischem Boden. Zuvor hatte 1897 der Gurker Fürstbischof Josef Kahn vom Karmel Mayerling vergeblich eine Neugründung in seiner Diözese erbeten.
Auslöser für die 1902 erfolgte Stiftung durch die Diözese Gurk war der aufkeimende französische Antiklerikalismus, welcher Bischof Marie-Jean-Célestin Douais zwang, nach Zufluchtsstätten für die Klöster seiner Diözese Beauvais zu suchen. Bischof Kahn unterstützte die Übersiedelung von sechs Karmelitinnen aus dem Karmel bei Thil in seine Diözese und erwarb 1902 um 29.076 Kronen das Schloss Himmelau mit einer Gesamtfläche von 2,58 Hektar, dessen Nutzungsrechte an die Ordensfrauen auf ewige Zeiten übertragen wurden. Am 1. April 1902 erfolgte die Klostergründung, am 19. September 1902 wurde die Klausur geschlossen und eingeweiht. Das Kloster trägt als Patrozinium des Klosters das Heiligste Herz Jesu.
Jedoch kehrten die meisten Gründungsschwestern wegen des ungewohnt rauen Klimas und aufgrund von Sprachproblemen wieder nach Frankreich zurück. Als eigentliche Gründerin kann Sr. M. Theresia Bliem gelten. Sie stand dem Kloster vom 1. April 1903 bis 1930 als Priorin vor und fand nach ihrem Tod am 17. April 1931 als einzige Schwester in der ehemaligen Grafengruft ihre letzte Ruhestätte.
In der Zwischenkriegszeit litt das Kloster unter schweren finanziellen Nöten, wodurch eine Adaptierung der historischen Räumlichkeiten zu monastischen Zwecken verhindert wurde. Während des Zweiten Weltkriegs konnte das Kloster mit Auflage, Kriegsgefangene in den Wirtschaftsgebäuden zu beherbergen, weiter bestehen. Von 1940 bis 1945 beherbergte der Karmel die Barmherzigen Schwestern von Maria Saal, deren Kloster durch die Nationalsozialisten enteignet wurde.
Die vielen Klostereintritte unmittelbar nach Ende des Krieges machten eine Adaptierung des Klosterkomplexes und eine Erweiterung der Zellen notwendig. Ab 1947 wurde das Schloss Himmelau unter Priorin Maria Hau innerhalb von zwei Jahrzehnten renoviert und für das Ordensleben angepasst. Im Jahr 2000 begann eine weitere Renovierungsphase, die mit der Sanierung der Klosterfassade 2008 abgeschlossen wurde. 2009 folgte die Neugestaltung des Betchores, der 2010 von Bischof Alois Schwarz geweiht wurde.